# Маршалок господарський
Маршалок господарський (також маршалок великого князя, господаря) — спочатку уряд дворський, пізніше переважно земський Великого князівства Литовського.

## Історія та обов'язки уряду
Уряд маршалка з'явився у Литві наприкінці XIV століття при дворі Великого князя Вітовта. Уряд титулувався як маршалок великого князя, господарський або дворський. З 1411 року почав називатися маршалком найвищим.
З часом виокремилися три уряди маршалків: маршалок великий литовський, маршалок надвірний литовський і маршалок господарський (дворський, дворний). Останній був спочатку заступником маршалка великого, проте з плином часу його роль обмежилася функціями церемоніальними.
Одночасно існувало декілька маршалків господарських — з кінця XV століття їх було, зазвичай, 8 і всі вони мали однакові значення та повноваження. Маршалок господарський мав гідність лише дещо вищу, ніж придворні чини. Цей уряд став почесним урядом від часів великого князя Олександра Ягеллончика й в урядницькій ієрархії знаходився досить високо: після урядників земських і дворських. Він був радником правителя, виконував особливі доручення останнього, керував надвірними службами; мав право засідати у Раді панів та отримувати доходи зі столових маєтків (як їх державця).
У XVI столітті посідання уряду маршалка господарського вважалося початком адміністративної та державної кар'єри. Перебування на посаді маршалка господарського не заважало одночасному посіданню інших урядів.
У процесі переймання ВКЛ польських традицій, маршалок господарський отримав деякі повноваження намісника воєводи або каштеляна у регіонах, де їх не було. Однак тільки уряд волинського маршалка з часом став досить впливовим.
На час укладання Люблінської унії (1569) було 18 маршалків господарських. Тоді ж було запропоновано зробити цю посаду сенаторською аналогічно до посади каштеляна.
Врешті-решт, посада маршалка господарського була перетворена на посаду маршалка земського або повітового — особу, яка відповідає за організацію повітового сеймика. Цей уряд був одним із найвищих у ієрархії литовських урядів земських.

## Деякі відомі маршалки господарські
- Радзивілл Остікович (1420—1428)
- Петро Іванович Монтигердович (1480—1482)
- Юрій Пац (1480—1486)
- Заберезинський Ян Юрійович (1482)
- Солтан Олександрович (1482—1492)
- Станіслав Кишка (1492)
- Ян Радзивілл (Бородатий) (1499—1514)
- Сапіга Іван Семенович (з 1504 р.)
- Аляксандр Ходкевич (1506—1509, 1511—1547)
- Богуш Михайло Боговитинович (з 1510 р.)
- Юрій Зенович (1516)
- Сапіга Павло Іванович (1519—1557)
- Андрій Михайлович Санґушко (1522—1547)
- Іван Остафійович Горностай (1529—1552)
- Василь Тишкевич (1546—1558)
- Оникій Остафійович Горностай (1551)
- Олександр Сангушко (1553—1565)
- Юрій Тишкевич-Логойський (1558—1566)
- Остафій Богданович Волович (1561—1569)
- Микола Сапіга (1566—1576)

### МаршалкиВолинської землі
- Олізар Шилович (1463—1486)
- Петро Іванович Монтигердович (1487—1490)
- Семен Гольшанський (1494—1500)
- Михайло Острозький (1500—1501)
- Семен Гольшанський (1501—1505)
- Федор Янушкевич (1505/1506—1507)
- Острозький Костянтин Іванович (1507—1522)
- Андрій Олександрович Санґушко (1522—1534)
- Федір Санґушко (1535—1547)
- Петро Петрович Кишка[pl] (1548—1550)
- Костянтин Василь Острозький (1550—1608)